# Свети Никола (Карлово)
„Свети Никола“ или „Свети Николай“ е енорийски православен храм в град Карлово, част от Пловдивската епархия на Българската православна църква.

## История
Църквата е издигната през 1847 г. от майстори-строители от Карлово и Брацигово по проект на майстор Никола Троянов. Иконите са рисувани от Никола Доспевски и Иван Зографски. Икони за храма рисува и дебърският майстор Апостол Христов.
В храма през 1858 г. за първи път е празнуван денят на светите братя Кирил и Методий в Карлово.
На 20 юли 1877 г. в храма са изклани много укрили се там жени, мъже и деца. На югозападната стена, на мястото където е извършено клането, има паметен знак.
Големите икони, иконостасът и владишкият трон в църквата са дело на зографи и резбари от Дебърската художествена школа – Нестор Траянов, Кузман Макриев, Нестор Траянов, Антон Станишев и други. Камбанарията на църквата е построена през 1890 г.
В двора на църквата до северната стена се намира гробът на Гина Кунчева, майката на Васил Левски.

## Галерия
- Камбанарията
- Изглед от двора
- Гробът на Гина Кунчева
- Паметен знак на мястото, където е извършено клането